# Agnes Sorma
Agnes Sorma (ur. 17 maja 1862 we Wrocławiu jako Agnes Maria Caroline Zaremba lub Saremba, zm. 10 lutego 1927 w Crownsend, Arizona) po mężu Minotto – niemiecka aktorka teatralna.
Debiutowała w sezonie 1877/1878 w teatrze "Thalia" na wrocławskim Nabycinie, jako szesnastolatka otrzymała stały angaż do teatru Lobego przy Lessing Straße (dzisiejsza ul. Dobrzyńska) na Przedmieściu Oławskim. Później grywała na innych prowincjonalnych scenach, m.in. w Legnicy, Meiningen, Poznaniu i Weimarze; w 1880 występowała w teatrze w Zgorzelcu (Görlitz), gdzie została zauważona przez gościnnie występującego w tym mieście aktora Ludwiga Barnaya. Dzięki tej znajomości Adolph L'Arronge zaproponował jej w 1883 pracę w nowo tworzonym Deutsches Theater w Berlinie, gdzie występowała obok L. Barnaya, J. Kainza i E. Possarta. Później, w 1904, zaangażowana do teatru Maxa Reinhardta.
W 1890 wyszła za mąż za włoskiego hrabiego Minotto. Po śmierci matki i męża wyjechała w 1919 do Ameryki, gdzie zamieszkała na farmie syna w Arizonie. Ostatni raz odwiedziła Berlin w 1923. Zmarła w Ameryce prawdopodobnie na udar serca w lutym 1927, a we wrześniu jej prochy przewieziono do Berlina i pochowano w grobowcu rodzinnym Minotto na Friedhof Wannsee przy Lindenstraße.